# Svensk insamlingskontroll
Svensk insamlingskontroll, Svensk Insamlingskontroll, är en svensk ideell förening, som har grundats av LO, SACO, TCO, Svenskt Näringsliv och branschorganisationen FAR. 
Svensk Insamlingskontroll beviljar användandet av speciella plusgiro- och bankgirokonton, kallade 90-konton eftersom det är sjusiffriga konton som inleds med siffrorna 90, för insamlingar till välgörande ändamål. Även Swish kan användas med samma nummer. Svensk Insamlingskontroll har även till uppgift att kontrollera användandet av 90-konton, och kan frånta organisationer rätten att använda sitt 90-konto om de bryter mot föreningens regler. Organisationer med 90-konton är inte medlemmar av Svensk Insamlingskontroll, utan är avtalspartners.
Föreningen Svensk Insamlingskontroll samarbetar bland annat med International Committee on Fundraising Organizations, ICFO.

## Ändamål
Svensk Insamlingskontrolls syften är följande: 
- Att insamlingar bland allmänheten för humanitära, välgörande och kulturella ändamål, miljövård och naturskydd sker under betryggande kontroll.
- Att insamlingar inte belastas med oskäliga kostnader.
- Att sunda marknadsföringsmetoder används på insamlingsområdet.
- Att ändamålsenliga metoder för insamlingskontroll utvecklas.